# Этурви
Этурви́ (фр. Étourvy) — коммуна во Франции, находится в регионе Шампань — Арденны. Департамент — Об. Входит в состав кантона Шаурс. Округ коммуны — Труа.
Код INSEE коммуны — 10143.
Коммуна расположена приблизительно в 165 км к юго-востоку от Парижа, в 115 км южнее Шалон-ан-Шампани, в 38 км к югу от Труа.

## Население
Население коммуны на 2008 год составляло 222 человека.
| 1962 | 1968 | 1975 | 1982 | 1990 | 1999 | 2008 |
| ---- | ---- | ---- | ---- | ---- | ---- | ---- |
| 261  | 245  | 228  | 219  | 190  | 196  | 222  |

## Администрация
| Период | Период | Фамилия        | Партия | Примечания |
| ------ | ------ | -------------- | ------ | ---------- |
| 2001   | 2008   | Жильбер Портье |        |            |
| 2008   |        | Доминик Лом    |        |            |

## Экономика

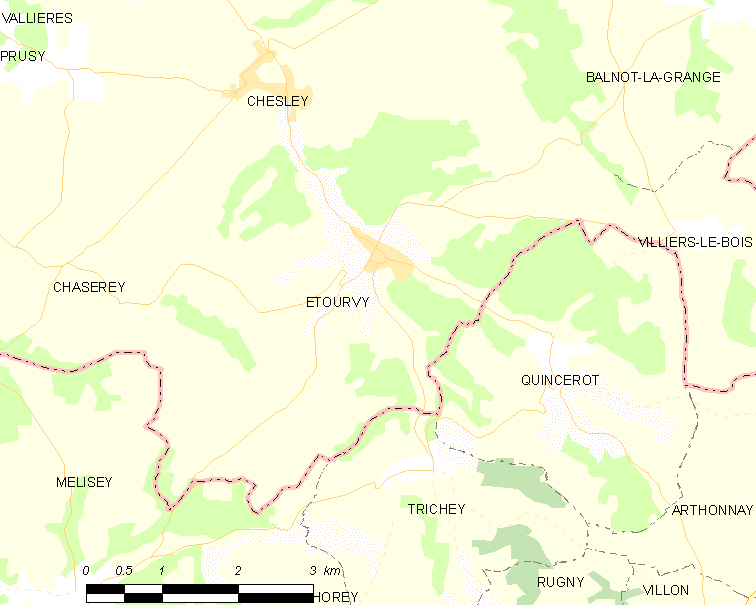
Карта коммуны

В 2007 году среди 126 человек в трудоспособном возрасте (15—64 лет) 94 были экономически активными, 32 — неактивными (показатель активности — 74,6 %, в 1999 году было 69,4 %). Из 94 активных работали 90 человек (51 мужчина и 39 женщин), безработных было 4 (1 мужчина и 3 женщины). Среди 32 неактивных 10 человек были учениками или студентами, 11 — пенсионерами, 11 были неактивными по другим причинам.

## Достопримечательности
- Церковь Сен-Жорж
- Крест у фонтана Сен-Жорж (XVI век). Памятник истории с 1942 года[3]
- Старая мельница